# Arorae
Arorae (früher auch bekannt unter den Namen Arorai, Arurai, Hope Island oder Hurd) ist ein gehobenes Atoll der südlichen Gilbertinseln des Staates Kiribati im Pazifischen Ozean nahe dem Äquator. Es ist die südlichste Insel des Archipels und liegt 85 km südöstlich der nächstgelegenen Insel Tamana.

## Geographie
Arorae ist ein gehobenes Atoll, das nur aus einer langgestreckten Koralleninsel besteht. Die Insel ist 9 km lang, etwas mehr als einen Kilometer breit und bedeckt eine Fläche von 9,48 km².  Die Meereshöhe beträgt nicht mehr als 2 Meter. Im Jahr 2020 wurden auf Arorae 994 zumeist protestantische Einwohner gezählt. Auf dem Atoll befinden sich zwei Siedlungen: das nördlichere Tamaroa und der südlicher gelegene Hauptort Roreti (früher auch Koreti benannt). Diese Orte verfügen auch über je eines der typischen Versammlungshäuser (Maneaba) einer Sippe. Die zwischen den beiden Orten liegende und mit einem Bootskanal durch das die Insel umgebende schmale Riff erschlossene Sektion Taribo beherbergt das Gebäude der Inselverwaltung und eine Arztpraxis. Das nördliche Ende Barbaroroa und das südliche Ende Batitotai sind unbewohnt. Das Klima ist trocken, Dürrezeiten kommen häufig vor.

## Bevölkerung

### Bevölkerungsstatistik
| Zensus            | 1978 | 2005 | 2010   | 2015   | 2020  |
| ----------------- | ---- | ---- | ------ | ------ | ----- |
| Tamaroa           | 755  | 492  | 426 ▼  | 356 ▼  | 463 ▲ |
| Roreti (Hauptort) | 772  | 764  | 853 ▲  | 655 ▼  | 531 ▼ |
| Gesamt            | 1527 | 1256 | 1279 ▲ | 1011 ▼ | 994 ▼ |

### Bevölkerungsentwicklung
| Zensus | 1947 | 1963 | 1968 | 1973 | 1978 | 1985 | 1990 | 1995 | 2000 | 2005 | 2010 | 2015 | 2020 |
| ------ | ---- | ---- | ---- | ---- | ---- | ---- | ---- | ---- | ---- | ---- | ---- | ---- | ---- |
| Gesamt | 1558 | 1760 | 1830 | 1626 | 1527 | 1470 | 1440 | 1248 | 1225 | 1256 | 1279 | 1011 | 994  |

## Kultur
Da sich protestantische samoanische Missionare auf Arorae ansiedelten, wurde die Kultur auf Arorae, im Gegensatz zur Kultur der restlichen Gilbertinseln, hauptsächlich durch Samoa beeinflusst und die Bevölkerung größtenteils zum Protestantismus konvertiert. Ein weiterer Einfluss der samoanischen Kultur ist der Tanzstil des Taubati, für den die Insel bekannt ist. Hier wird die Musik durch Klatschen und Stampfen mit den Füßen visuell und perkussionistisch unterstützt.
In den zentralen und südlichen Gilbertinseln hat sich die traditionelle Verwaltungsstruktur mit Dorfältesten, den unimane, in neuerer Schreibung auch unimwane, erhalten. Arorae entsendet ein Mitglied in das kiribatische Parlament auf South Tarawa.
Die Fischer von Arorae sind sehr geschickt im Fangen von Thunfischen und Haien mit der Handleine. Die Flossen gefangener Haie werden als Zutat für die Delikatesse Haifischflossensuppe exportiert, eine neben der Kopraproduktion wichtige Einnahmequelle. Da es verboten ist, von gefangenen Haifischen nur die Flossen abzuschneiden, müssen die Tiere zunächst an Land gebracht werden, damit der Rest als Nahrungsmittel verwendet werden kann. Haizähne werden zur Herstellung von Haizahnschwertern, den Tebutje verwendet, für die Arorae bekannt ist.
Arorae ist auch bekannt für die vor langer Zeit am nördlichen Ende aufgestellten Navigationssteine, teilweise aus nicht auf der Insel vorkommendem Granit und Vulkangestein, die den Bootsreisenden dabei helfen sollten, den richtigen Kurs zu den bis zu 1000 km entfernt liegenden benachbarten Inseln in Mikronesien und weiter nach Polynesien zu finden.

## Verkehr
Die Insel ist hauptsächlich per Schiff zu erreichen. An der nördlichen Spitze liegt der Flugplatz Arorae, dreieinhalb Kilometer vom Zentrum des Ortes Tamaroa entfernt. Arorae wird von der staatlichen Air Kiribati über Tamana, North Tabiteuea und Onotoa angeflogen.